# 立教大学大学院法学研究科・法学部
立教大学法学部（りっきょうだいがくほうがくぶ）は、立教大学が設置する法学部。立教大学大学院法学研究科（りっきょうだいがくだいがくいんほうがくけんきゅうか）は、法学及び政治学を教育・研究する立教大学の大学院法学研究科。以下、立教大学大学院法務研究科（現在は募集停止）についても記載する。

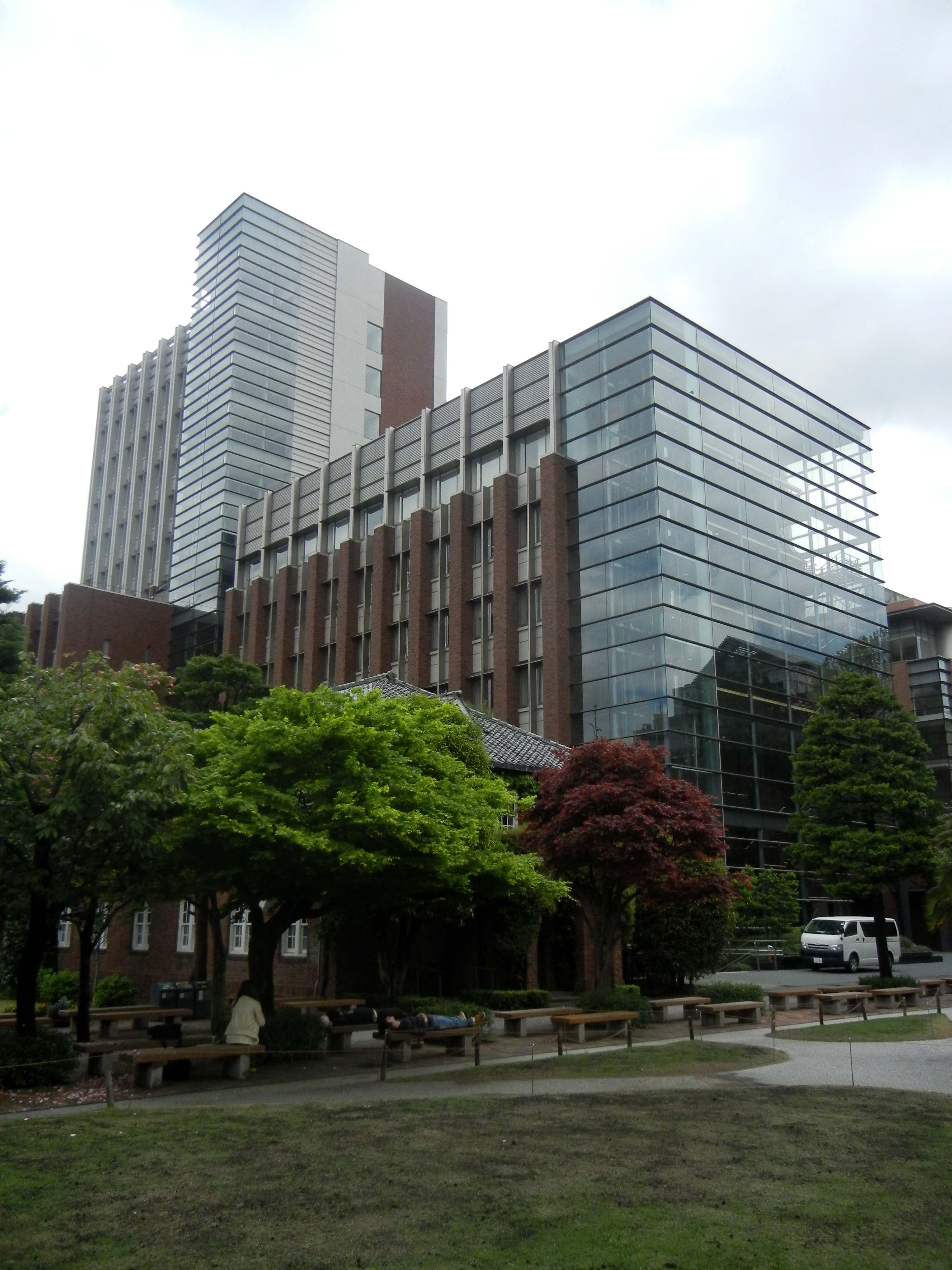
かつて法務研究科が設置されていた立教大学池袋キャンパス11号館(手前)。奥は15号館(マキムホール)。

## 概要

### 創成期から立教大学校の開設
立教大学法学部は法学科、国際ビジネス法学科、政治学科の3学科からなる。立教大学の法学、政治学の起源として、古くは幕末の長崎において江戸幕府の要請からタウンゼント・ハリスの支援により1859年（安政6年）に創設された源流の私塾において、ジョン・リギンズとチャニング・ウィリアムズによって講じられた欧米の制度や国際情勢と、彼らが教えた『聯邦志略』を始めとする書籍によって知識が伝えられたことに始まる。彼らの私塾で学んだ大隈重信や副島種臣などの志士たちは、明治維新で外交官や通訳官として活躍するが、中でも平井義十郎（後の平井希昌）は、同じ幕府の通詞（通訳）であった鄭右十郎（後の鄭永寧）、呉碩三郎とともに、日本に近代的国際法を伝え多大な影響を及ぼした『万国公法』を訳した。これはウィリアム・マーティン（中国：丁韙良）が中国で訳出して出版した漢訳版に基づく和訳本であるが、同じくウィリアムズに学んだ瓜生寅は、ヘンリー・ホイートンの『万国公法』の原著（英語版）から直接和訳した『交道起源 一名万国公法全書』を著し、日本の法律の国際化に大きく貢献することとなった。瓜生は日本最初の近代教育法令である「学制」起草者の一人としても活躍し、大阪理学校（現・京都大学）校長も務めた。ウィリアムズに学んだ若山儀一も岩倉使節団の一員として活躍し、日本で最初の国際私法の書籍『万国通私法』を出版した。
1883年（明治16年）に日本の大学の先駆けとして教育令によって東京・築地に設立されたアメリカ合衆国式のカレッジである立教大学校でも、中世ヨーロッパ以来のリベラル・アーツの伝統を色濃く引き継ぐ教育が施される中で、セオドア・ウールジーの万国公法が教科書として講じられた。

### 立教法学のルーツ

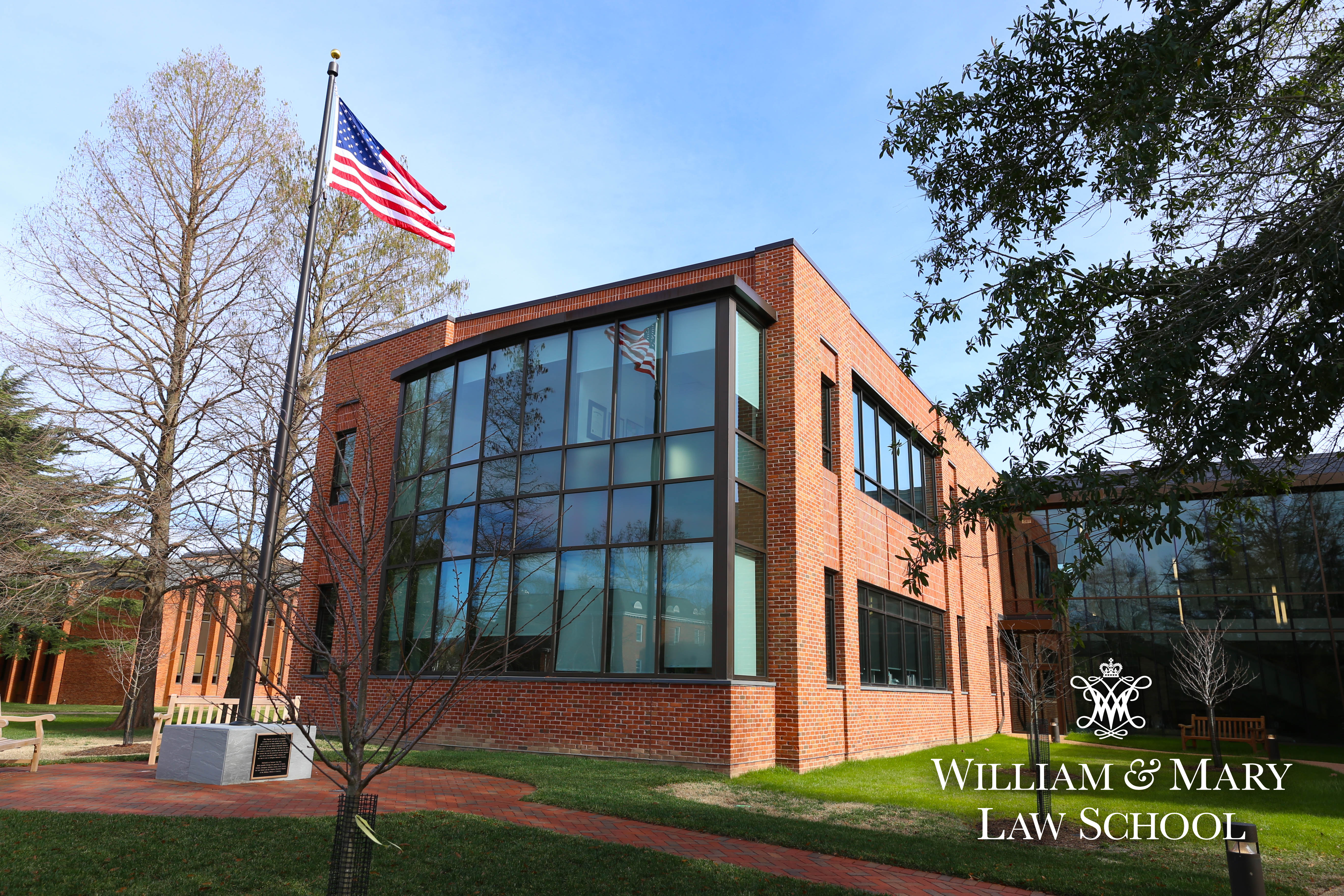
タッカー（立教学院総理）の曾祖父が法学教授を務めたWilliam & Mary Law School／Marshall-Wythe School of Law（アメリカで現存する最古のロースクール）

大学創設者であるウィリアムズの出身大学であるアメリカ・ヴァージニア州にあるウィリアム＆メアリー大学には、アメリカ独立宣言の起草者の1人であるトーマス・ジェファーソン（第3代アメリカ大統領）が推進役として創設されたアメリカで現存する最古のロースクールであるマーシャル-ワイス法科大学院（ウィリアム・アンド・メアリー大学ロースクール）があり、立教大学の法学のルーツになっている。マーシャル-ワイス法科大学院は、ジェファーソンが学んだジョージ・ワイス（アメリカ法律学の父、アメリカ最初の法律学教授）と、ワイスの門下生であるジョン・マーシャル（第4代連邦最高裁判所長官）を記念した名であるが、立教学院総理のヘンリー・セントジョージ・タッカーの曽祖父のSt. George Tuckerも、ジョージ・ワイスの後継者として同大学で法学教授を務めている。

### 大学令による大学
1922年（大正11年）に大学令によって再び大学となった際には、法学部を設置せず、文学部と商学部（現在の経済学部）が設置された。そのため商学部を中心に法学の教授陣が所属し、徐々に教育体制の充実が図られた。教授陣として中村進午（一橋大学名誉教授）は立教大学が創立して以来、献身的な援助を行い、国際法と憲法の講義のほか、法学通論を講じた。商法の教授には三橋久美（大審院判事）、民法は竹田音治郎（東京控訴院判事）、行政法は中野登美雄（早稲田大学第5代総長）、民法の一部と刑法は弁護士も務めた細野三千雄（文部政務次官、衆議院議員）と犀川長作が担った。

1931年（昭和6年）に商学部は経済学部と改称され、法学部は未だ創設前であったが、昭和初期の当時においても、既に法学教授陣が多数在籍するなど法学部に伍する陣容を擁し、中村進午（一橋大学名誉教授）が憲法、国際法、法学通論、中野登美雄（早稲田大学第5代総長）が行政法、竹田音治郎と内山良男が民法、三橋久美（大審院判事）が商法、江利喜四郎が刑法、中根不覊雄が信託法、手形法、破産法、法学通論、渋沢栄一の子である星野辰雄が労働法制、錦織理一郎が保険法、松下正寿が政治学を講じた。

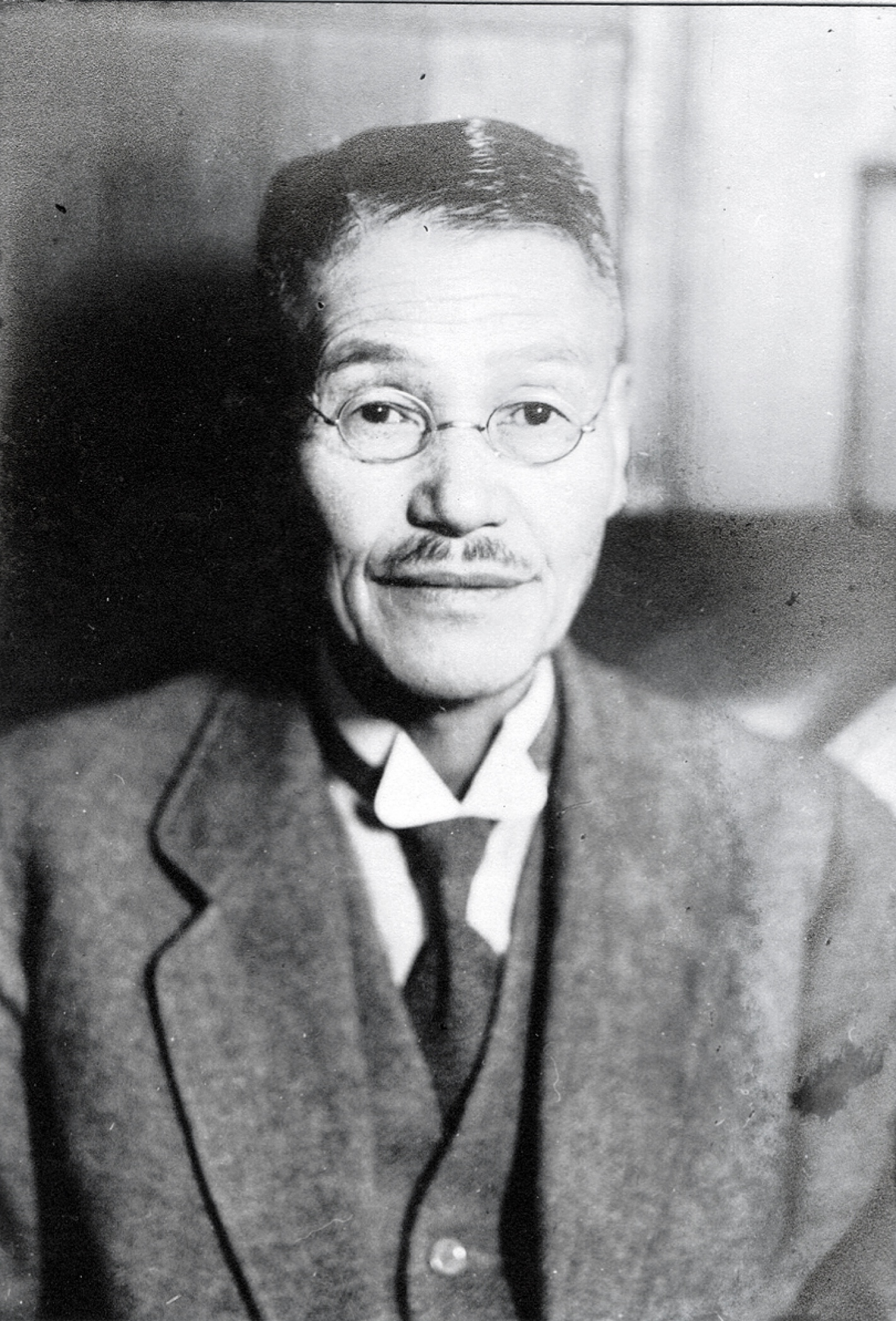
中村進午（憲法・国際法、法学通論、一橋大学名誉教授）
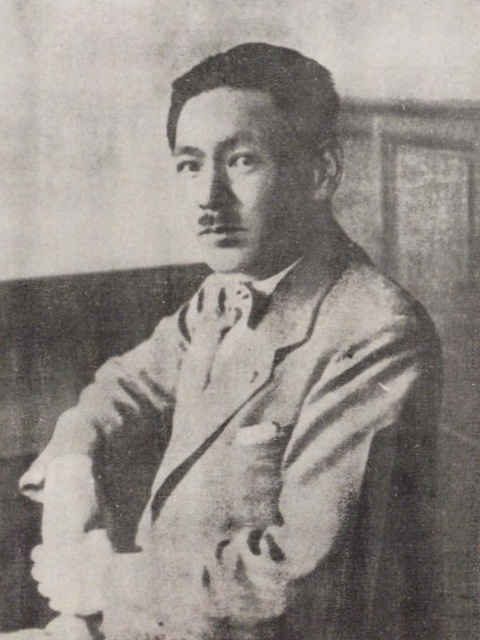
中野登美雄（行政法、早稲田大学第5代総長）
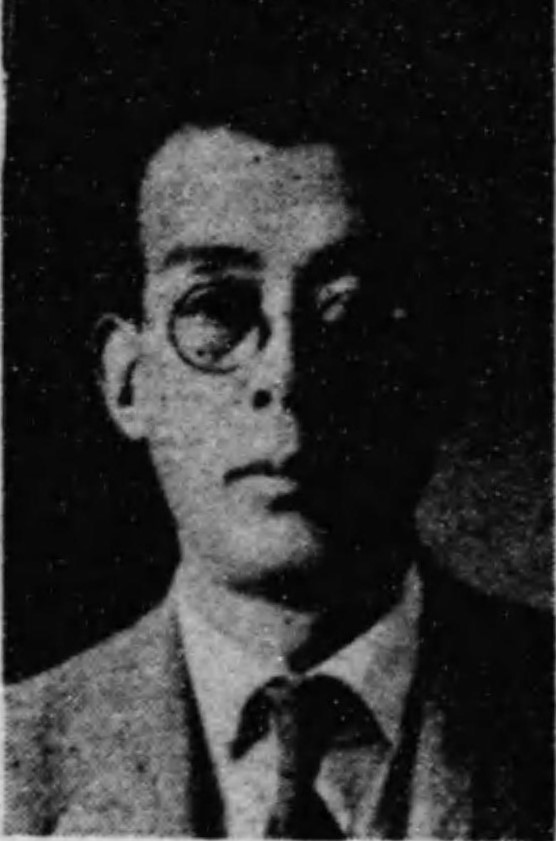
細野三千雄（刑法・民法、弁護士、文部政務次官）
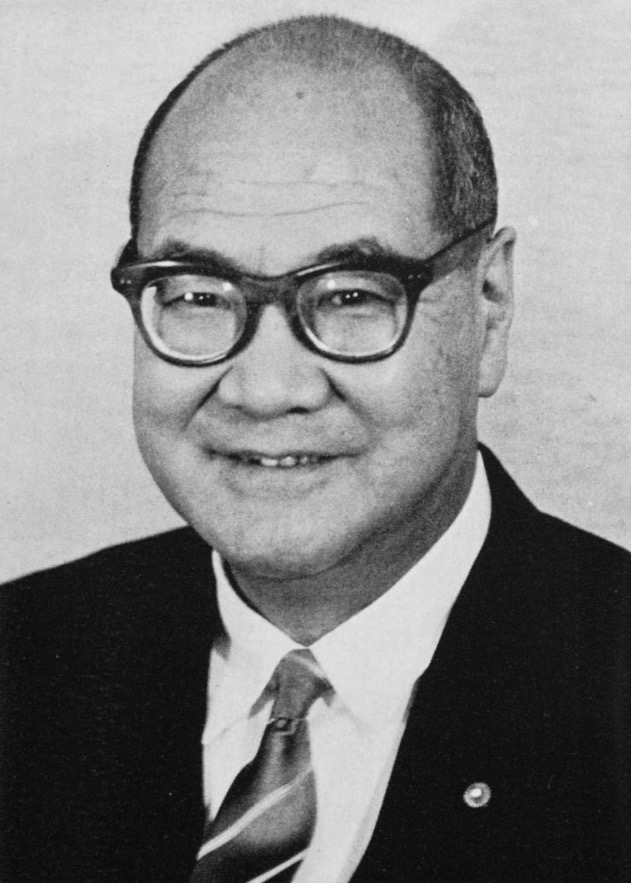
松下正寿（政治学、立教大学第5・6・7代総長）

### 戦後、法学部の開設

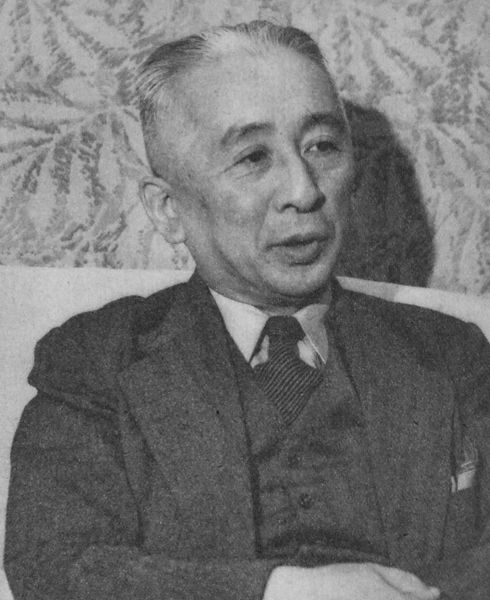
初代・立教大学法学部長の宮澤俊義

1949年（昭和24年）、新制大学として認可され、文学部、経済学部、理学部が設置される。1959年（昭和34年）、極東国際軍事裁判で日本側の弁護人をつとめたことでも知られる当時の立教大学総長であった松下正寿、日本国憲法制定に深く寄与し、憲法学の権威である宮澤俊義（東京大学名誉教授）、同じく東京大学法学部教授の菊井維大（東京大学名誉教授、北海道大学初代法学部長、立教大学総長事務取扱）、同法学部教授であった末延三次（東京大学名誉教授）、東北大学法学部教授の石崎政一郎（東北大学名誉教授、東北大学法学部長）、北海道大学法学部教授を務めた尾形典男（第10代・11代立教大学総長）らの尽力の下、法学部が設置された。法学部設置の目的は、「平和と秩序の叡智」を備えた卒業生を育成することにあった。初代法学部長は宮澤俊義が務めた。1973年（昭和48年）には、丸山眞男と柳田國男の門下生として丸山政治学と柳田民俗学を架橋した「神島学」を創出し、学部創設時から教授を務める神島二郎（立教大学名誉教授、日本政治学会理事長）が学部長となった。
法学部設立当初は法学科のみであったが、1988年に新たに国際・比較法学科（現在の国際ビジネス法学科）が設置された。1996年には政治学科が設置され、2007年に国際・比較法学科から国際ビジネス法学科への名称変更による改組が行われた。また、法科大学院の制度に伴い、2004年に法務研究科が設置されたが、2018年には6年連続の定員割れのため募集を停止した。2020年度より法学科に法曹コースを設け、早期卒業により法科大学院への進学が可能となった。その際の進学先として、慶應義塾大学、中央大学、東北大学、早稲田大学の法科大学院との連携が発表され、連携校の法科大学院を受験する場合は、特別枠での受験が可能になっている。
立教大学では春学期及び秋学期の二期制を取っており、定期考査は年2回実施される。卒業要件単位数は124。立教大学法学部では専門科目に必修科目を設けておらず、必修科目は英語及び第二外国語（ドイツ語、フランス語、スペイン語、中国語、朝鮮語から一つを選択）のみとなる。
立教大学法学部では、1960年5月より『法学周辺』(立教法学会発行) という冊子を年2回定期的に発行している。『法学周辺』では教員のエッセイ、新任教員の紹介、教員からのアドバイス、定期考査の過去問等が載っており自由に閲覧可能である。
2022年4月には、国際ビジネス法学科内に、卒業に必要な専門科目をすべて英語でも学ぶことが可能な「グローバルコース」を開設した。

### 法学関係の個人文庫（立教大学図書館）

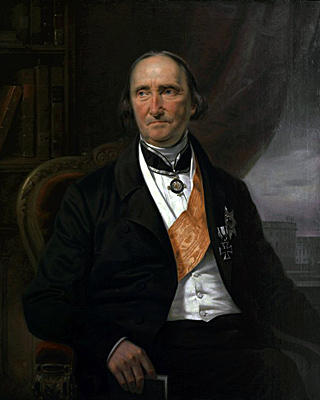
旧蔵書がサヴィニー文庫として大学に所蔵されるフリードリヒ・カール・フォン・サヴィニー（歴史法学派の創始者）

宮澤俊義が所蔵していた蔵書は「宮澤俊義文庫」として立教大学に寄贈され、約9,000冊の蔵書は複本として学生たちにも利用され、図書と共に保管されてきた日本国憲法起草に関する原稿・草案・メモ・ノートなどは、学外も含めた研究者に利用されている。菊井維大の旧蔵資料は「菊井維大文庫」として所蔵されており、ドイツの民事訴訟法関係資料、民事訴訟法関係立法資料を主として法律全般の資料で構成されている。石崎政一郎の旧蔵資料も「石崎政一郎文庫」として所蔵され、フランスの労働法と日本の労働法全般の資料で構成されている。

神島二郎の蔵書も大学に寄贈され、「故神島二郎教授旧蔵書」として1,731冊から構成されている。コレクションとしてのまとまりで保管されておらず、一般図書は他の蔵書とともに配架されているが、所蔵リストは図書館閲覧課で確認できる。そのほか、ドイツ近代法の体系を樹立し近代法の基礎を築いたフリードリヒ・カール・フォン・サヴィニー（ベルリン大学元教授）の旧蔵書が「サヴィニー文庫」として、アルフレッド・フェアドロス（ウィーン大学元教授）の旧蔵書が「フェアドロス文庫」として所蔵されている。

## 沿革
- 1859年 - タウンゼント・ハリスの支援のもと江戸幕府の長崎奉行の要請でジョン・リギンズとチャニング・ウィリアムズが長崎に私塾を創設。
- 1870年 - ウィリアムズが大阪・川口の与力町に英学講義所（後の大阪・英和学舎）を設立。
- 1874年 - ウィリアムズにより東京・築地に立教学校が設立。
- 1883年 - 教育令による立教大学校を設立（旧制大学）。
- 1887年 - 大阪・英和学舎が立教大学校と合併。
- 1907年 - 専門学校令により立教大学と改称。
- 1922年 - 大学令により再び旧制大学に昇格。
- 1949年 - 新制大学として認可。
- 1959年 - 法学部法学科を設置。
- 1961年 - 法学研究科比較法専攻を設置。
- 1969年 - 法学研究科民刑事法専攻を設置。
- 1988年 - 国際・比較法学科を設置。
- 1991年 - 法学研究科政治学専攻を設置。
- 1996年 - 政治学科を設置。
- 2004年 - 法務研究科を設置。
- 2006年 - 法学研究科法学政治学専攻に改編。
- 2007年 - 国際・比較法学科を国際ビジネス法学科に名称を変更。
- 2009年 - 法学部設置50周年を迎える。
- 2018年 - 法務研究科の学生募集停止。
- 2020年 - 法学科に法曹コースを新設。
- 2022年 - 国際ビジネス法学科にグローバルコースを新設。

## 学部・学科
- 法学部
  - 法学科
  - 国際ビジネス法学科
  - 政治学科

## 大学院
- 法学研究科（博士前期課程・博士後期課程）
  - 法学政治学専攻
- 法務研究科（法科大学院）※現在は募集停止
  - 法務専攻

## 組織
- 法学部長・法学研究科委員長：小川有美[21]
- 法務研究科委員長：難波譲治[22]

## 主な教職員
（五十音順）

### 現職
- 秋元奈穂子（英米法学者、立教大学法学部国際ビジネス法学科准教授）
- 浅妻章如（租税法学者、立教大学法学部法学科教授、法学科長）
- 安達栄司（法学者、立教大学法学部法学科教授）
- 岩月直樹（国際法学者、立教大学法学部法学科教授）
- 小川有美（政治学者、立教大学法学部政治学科教授、法学部長、法学研究科委員長、日本政治学会理事長[23]）
- 川崎修（政治学者、立教大学法学部政治学科教授、元法学部長、元法学研究科委員長）
- 神橋一彦（行政法学者、立教大学法学部法学科教授、元法学部長、元法学研究科委員長）
- 倉田徹（政治学者、立教大学法学部政治学科教授、政治学科長）
- 小林憲太郎（刑法学者、立教大学法学部法学科教授）
- 佐々木卓也（政治学者、立教大学法学部政治学科教授、元法学部長、元法学研究科委員長、日本国際政治学会理事長[24]、外務省参与）
- 竹中千春（政治学者、立教大学法学部政治学科教授）
- 難波譲治（民法学者、立教大学大学院法務研究科教授、法務研究科委員長）
- 東條吉純（経済法学者、立教大学法学部国際ビジネス法学科教授）
- 野澤正充（民法学者、立教大学法学部法学科教授、元立教大学副総長、元法務研究科委員長、弁護士）
- 早川吉尚（国際私法学者、立教大学法学部国際ビジネス法学科教授、弁護士）
- 原田久（行政学者、立教大学法学部政治学科教授、元立教大学副総長、政治学科長、日本行政学会理事長、内閣府再就職等監視委員会委員）
- 原田昌和（民法学者、立教大学法学部法学科教授）
- 廣瀬健二（法学者、立教大学大学院法務研究科教授、元横浜地方裁判所部総括判事）
- 深町晋也（刑法学者、立教大学法学部法学科教授）
- 藤澤治奈（民法学者、立教大学法学部法学科教授）
- 松井秀征（商法学者、立教大学法学部国際ビジネス法学科教授、立教大学副総長、GLAP運営センター長）
- 松浦正孝（政治学者、立教大学法学部政治学科教授、北海道大学名誉教授）
- 松田宏一郎（政治学者、立教大学法学部政治学科教授、元法学部長、元法学研究科委員長）

### 元職
- 赤坂正浩（憲法学者、法政大学法学部教授、元立教大学法学部教授）
- 淡路剛久（民法学者、立教大学名誉教授、元早稲田大学大学院法務研究科教授）
- 五十嵐暁郎（政治学者、立教大学名誉教授）
- 磯部力（行政法学者、立教大学名誉教授）
- 井上治典（法学者、元立教大学大学院法務研究科教授）
- 尾形典男（政治学者、立教大学名誉教授、第10・11代立教大学総長）
- 角紀代恵（民法学者、立教大学名誉教授、元法学部長、元法学研究科委員長、弁護士）
- 北岡伸一（政治学者、奈良県立大学理事長、東京大学名誉教授、立教大学名誉教授）
- 渋谷秀樹（憲法学者、立教大学名誉教授、元法務研究科委員長、弁護士）
- 末延三次（法学者、東京大学名誉教授、元立教大学法学部教授、元日本学士院会員）
- 髙橋信隆（行政法学者、元立教大学法学部法学科教授、元法学部長、元法学研究科委員長）
- 高畠通敏（政治学者、立教大学名誉教授）
- 瀧川裕英（法哲学者、東京大学大学院法学政治学研究科教授、元立教大学法学部法学科教授）
- 中北浩爾（政治学者、一橋大学大学大学院社会学研究科教授、元立教大学法学部政治学科教授）
- 松下正寿（国際政治学者、立教大学名誉教授、第5・6・7代立教大学総長、弁護士）
- 水本浩（民法学者、立教大学名誉教授、元法学部長）
- 宮澤俊義（憲法学者、東京大学名誉教授、立教大学名誉教授、初代立教大学法学部長、貴族院議員、元日本学士院会員、プロ野球コミッショナー）
- 吉岡知哉（国際政治学者、立教大学名誉教授、第19・20代立教大学総長）